# Richard von Detten
Richard von Detten (* 12. Juli 1838 in Werne; † 28. Dezember 1906 in Clausthal) war ein deutscher Bergbeamter.

## Leben
Detten war ein Sohn des Appellationsgerichts- und Geheimen Justizrats Franz Arnold von Detten (1802–1886) und seiner Frau Maria von dem Busch. Sein Großvater war der Konsistorialrat und Oberamtmann zu Hildesheim Johann Arnold Otto von dem Busch. Seine Jugend verbrachte er in Paderborn, wo sein Vater am Appellationsgericht tätig war. Nach dem Abitur am Paderborner Gymnasium nahm er im Wintersemester 1855/56 zunächst das Studium der Theologie an der Universität Bonn auf, wechselte später aber zum Bergfach und legte 1857 vor dem Oberbergamt Dortmund das Tentamen (Vorprüfung) ab. 1858/59 folgten weitere Studien in Berlin, anschließend eine mehrjährige praktische Tätigkeit im Bergbau. 1865 bestand Detten das Referendarexamen und wurde Bergreferendar beim Oberbergamt Dortmund. Ab 1868 war er Bergassessor und wurde als Hilfsarbeiter im Ministerium und an der Bergakademie in Berlin eingesetzt.
Seit 1. November 1872 war Detten Bergwerksdirektor bei den Steinkohlenwerken am Deister und machte sich sowohl um die Ausweitung der Produktion als auch um die Arbeiterfürsorge verdient. 1880 wurde er zum Bergrat, 1890 zum Oberbergrat ernannt. 1892 wechselte er als technisches Mitglied des Oberbergamts nach Halle (Saale) und war dort überwiegend mit dem Kali- und Steinsalzbergbau beschäftigt. Sein Wirkungskreis erstreckte sich über den engeren Oberbergamtsbezirk hinaus auch nach Bayern, Württemberg, Mecklenburg und die thüringischen Länder. Noch 1899 zum Geheimen Bergrat ernannt, wurde Detten 1902 Berghauptmann und Oberbergamtsdirektor in Clausthal als Nachfolger von Adolf Achenbach. Ihm unterstand damit der gesamte Bergbau- und Hüttenbetrieb im Oberbergamtsbezirk einschließlich der beginnenden Erdölförderung.
Er starb Ende 1906 an einer Herzlähmung und wurde auf dem Nordfriedhof in Halle (Saale) beigesetzt.

## Auszeichnungen
- Roter Adlerorden IV. Klasse (1889)
- Roter Adlerorden III. Klasse mit der Schleife
- Preußischer Kronenorden II. Klasse
- Kommandeurskreuz II. Klasse des Braunschweigischen Ordens Heinrichs des Löwen
- Ehrenkreuz II. Klasse des Schaumburg-Lippischen Hausordens